# Yambaru-Nationalpark

Parkgebiet
Landfläche
Wasserfläche
Nördliches Übungsgelände des US-Militärs

Der Yambaru-Nationalpark (japanisch やんばる国立公園 Yanbaru Kokuritsu Kōen) ist ein japanischer Nationalpark im Norden der Hauptinsel Okinawas.

## Geschichte
Der Park wurde am 15. September 2016 als 33. Nationalpark ernannt. Zu diesem Zeitpunkt war das nördliche Übungsgelände der US-Militärbasis von dem ausgewiesenen Gebiet ausgeschlossen. Am 29. Juni 2018 wurden jedoch ungefähr 3.700 ha des Übungsgeländes in den Park eingegliedert. Am 26. Februar 2020 wurden weitere Änderungen an Parkfläche und Parkplan vorgenommen.
Dieser nördliche Teil Okinawas sowie die Insel Iriomote-jima mit den weiter nordöstlich gelegenen Inseln Amami-Oshima und Tokunoshima wurde 2017 gemeinsam als Kandidat für den Status Weltnaturerbe vom japanischen Umweltministerium dem Welterbekomitee der UNESCO vorgeschlagen. Bei erfolgreicher Nominierung wäre dies das fünfte Gebiet innerhalb Japans gewesen, das als Welterbe ausgezeichnet wird. Eine erneute Bewerbung – nun mit einem durch die Parkerweiterung deutlich größeren Gebiet – ist geplant (Stand: Dezember 2020).

## Flora und Fauna
Das Parkgebiet liegt in der subtropischen Klimazone und umfasst im Norden das Küstengebiet um Kapp Hedo. Der südliche Teil des Parks ist mit Mangrovenwäldern bedeckt. Das Parkgebiet ist Lebensraum für viele endemische Arten wie die Okinawaralle (Gallirallus okinawae), der Okinawa-Specht und die Ryukyu-Stachelratte.
Eine Bedrohung für viele einheimische Tierarten stellen invasive Arten dar.
Mungos, die 1910 in den südlichen Teil der Insel Okinawa gebracht wurden, um die Vipern („Habu“) und Feldmäuse von Okinawa auszurotten, sind seit den 1990er Jahren in die Wälder von Yambaru eingedrungen. Da die in Yambaru lebenden Tierarten keine Abwehrmöglichkeiten gegen Raubtiere haben, gerät das Ökosystem mit alarmierender Geschwindigkeit aus dem Gleichgewicht. Als Reaktion darauf hat sich eine Expertengruppe namens „Yambaru Mongoose Busters“ zusammengeschlossen, um den Mungo in der Yambaru-Region auszurotten.

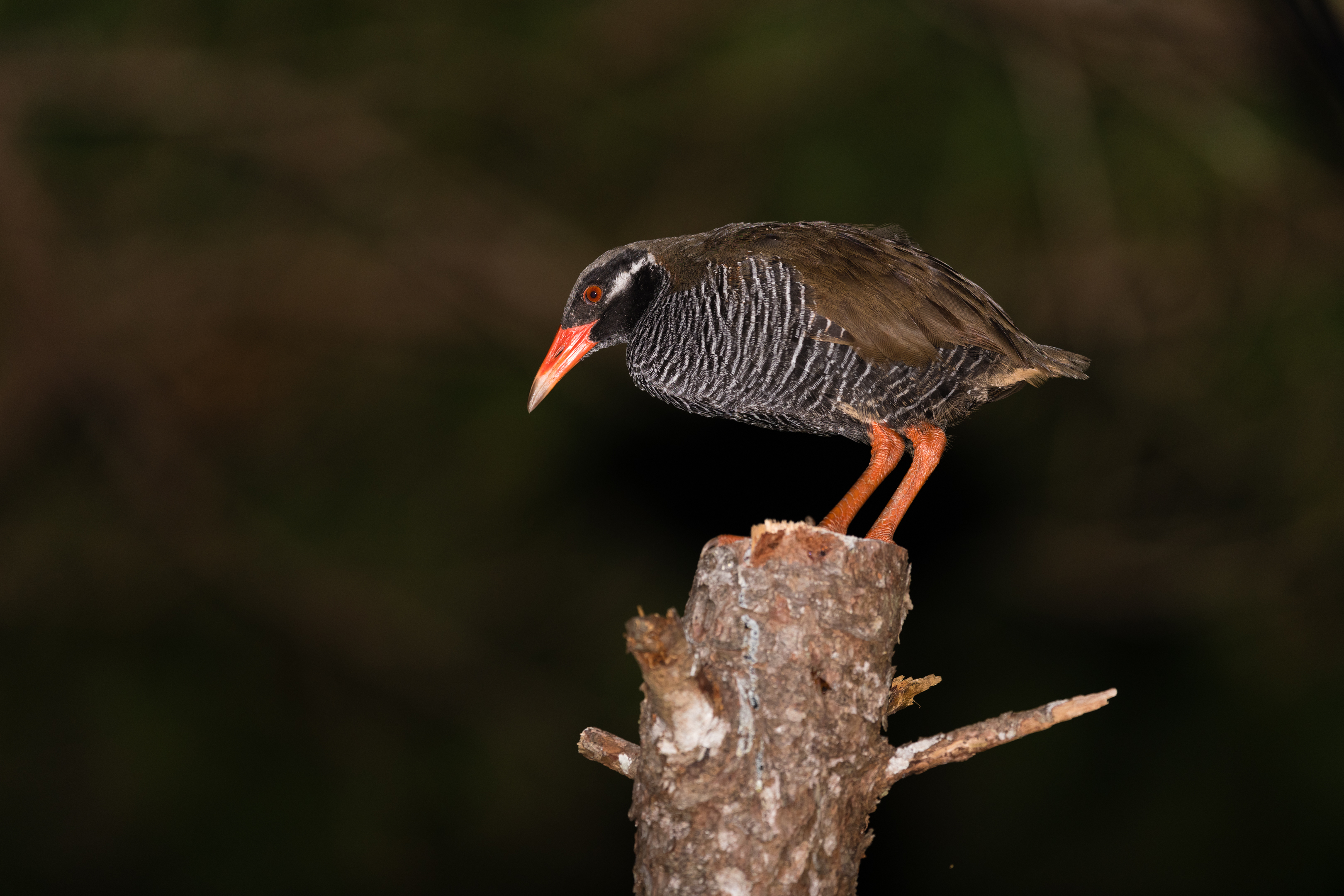
Okinawaralle
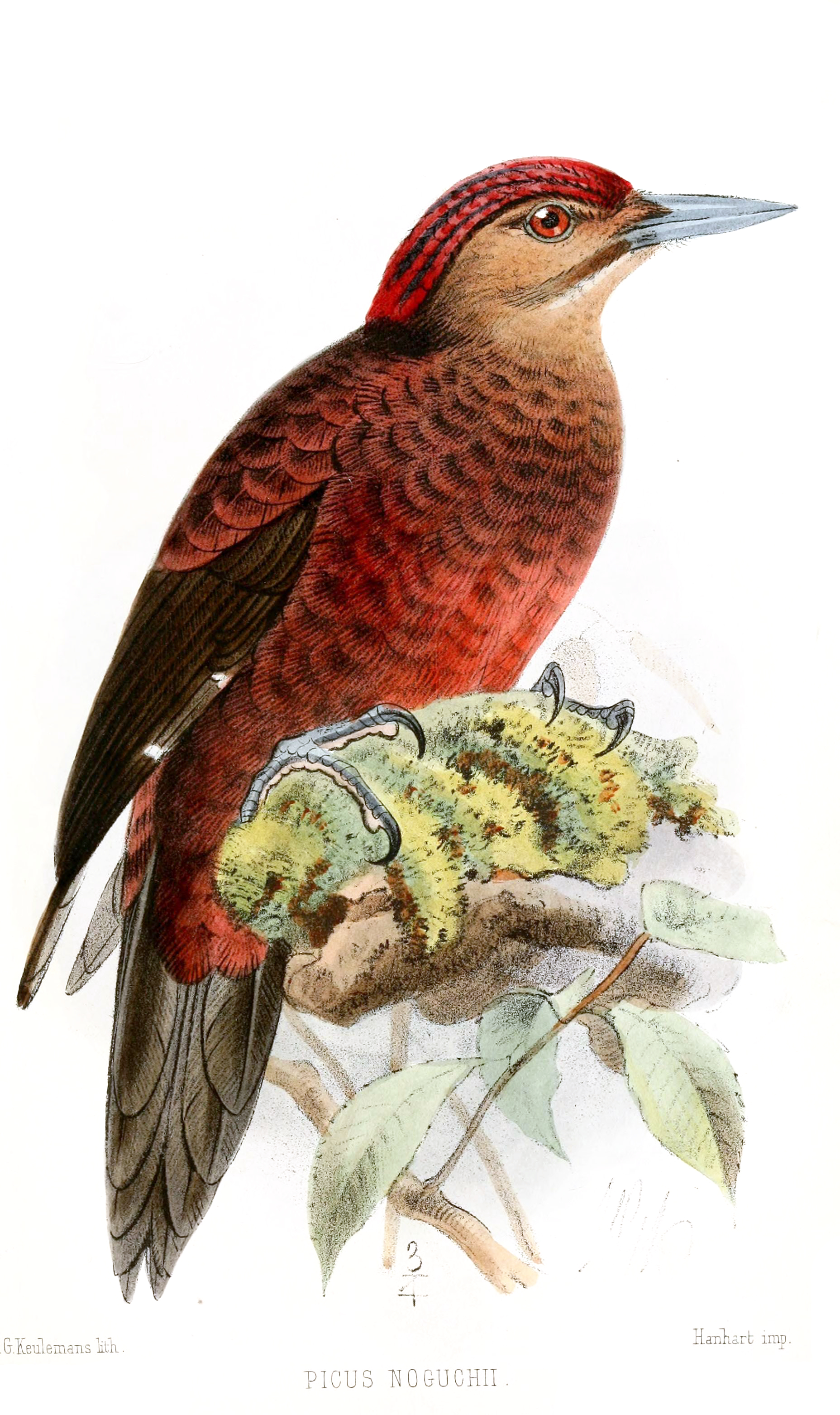
Okinawa-Specht
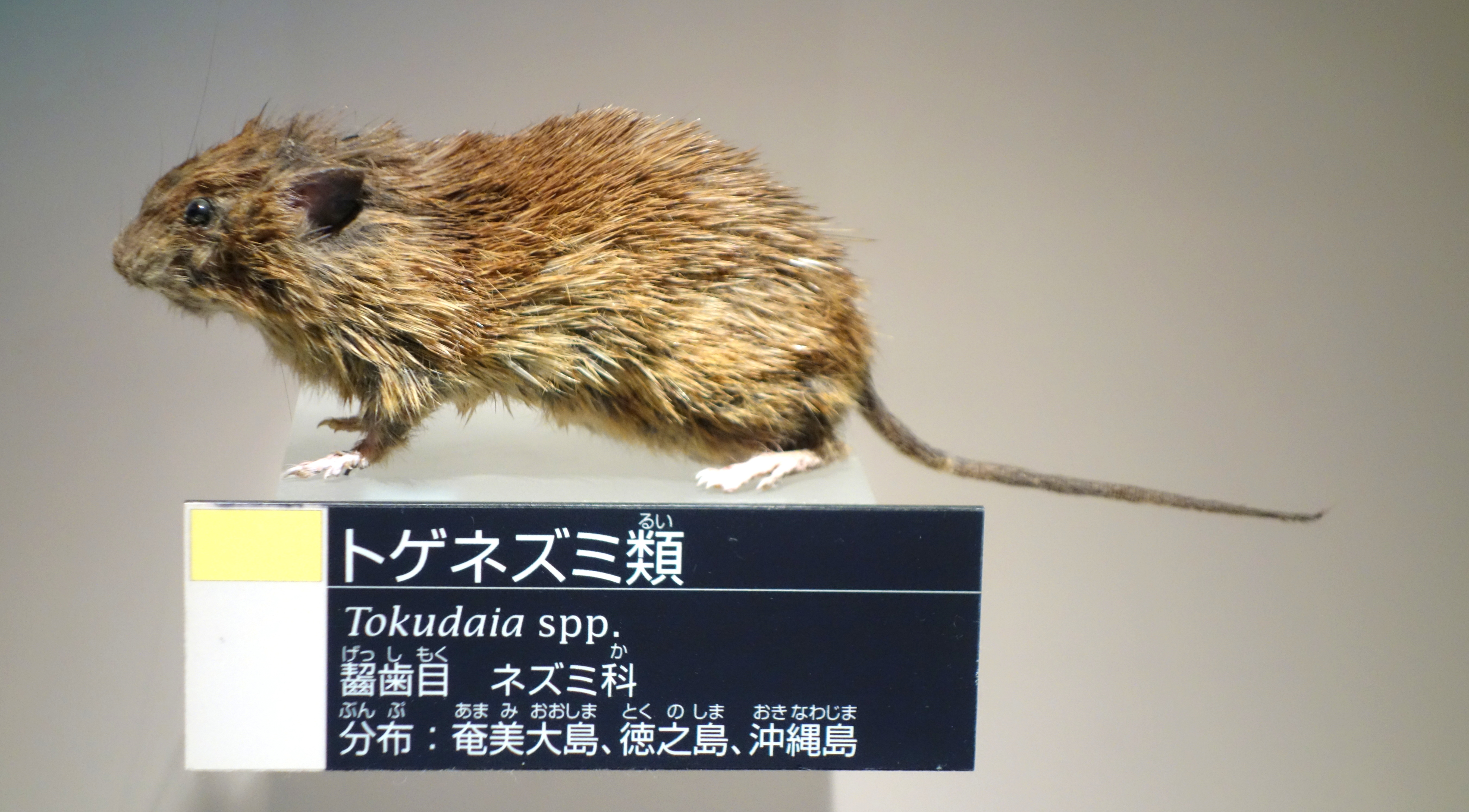
Ryukyu-Stachelratte

## Parkgebäude in Kunigami

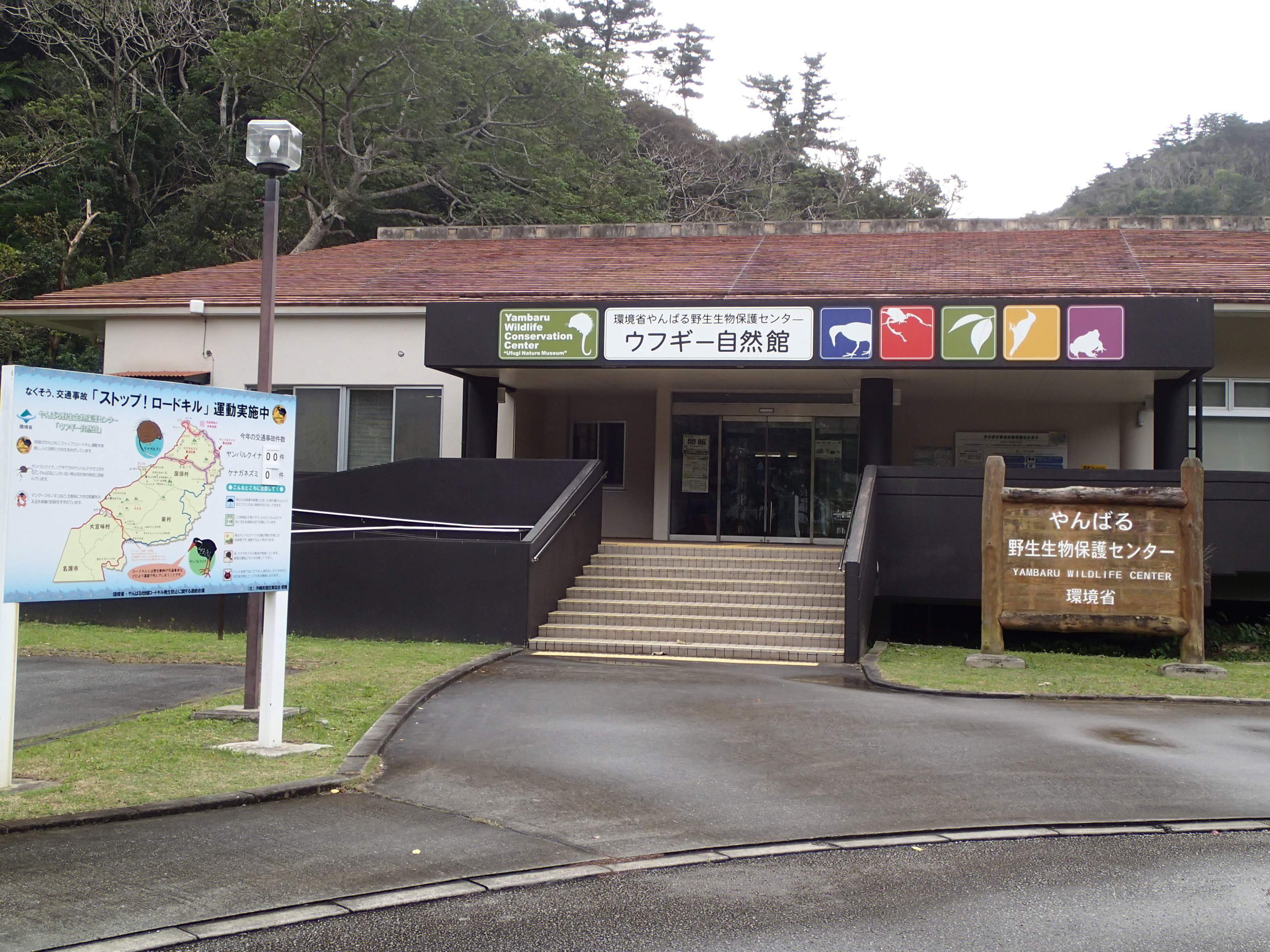
Yambaru Wildlife Center

Okinawa Rail Ecology Center Rail Forest

Diese Einrichtung betreut und zeigt Okinawarallen, ein Naturdenkmal Japans. Der Standort ermöglicht nicht nur die Beobachtung des Vogels in seinem natürlichen Lebensraum, sondern führt auch Initiativen zu seiner Pflege, seiner Zucht und seinem Schutz.
Yambaru Wildlife Conservation Center Ufugi Nature Museum

Diese Einrichtung führt Aktivitäten zur Sensibilisierung der Öffentlichkeit durch, um das Verständnis und Interesse für den Schutz von Wildtieren zu vertiefen, und beteiligt sich umfassend an Umfragen, Forschungsarbeiten sowie Schutz- und Zuchtprogrammen für Wildtiere, die auf der Insel vom Aussterben bedroht sind. Es zeigt auch Wildtierexemplare, darunter die Okinawaralle und den Okinawa-Specht.

## Landmarken und Sehenswürdigkeiten
Kap Hedo

An der Nordseite des Nationalparks liegt das Kap Hedo (Hedomisaki). Besuchern wird ein Naturlehrpfad geboten, der eine für Kalkstein typische Karsttopographie mit markanten Klippen zeigt. Die hervorragende Aussicht bietet einen Blick auf die Küste und den Berg Hedo sowie die Insel Yoron-jima, die den südlichsten Punkt der Präfektur Kagoshima bildet.
Berg Yonaha

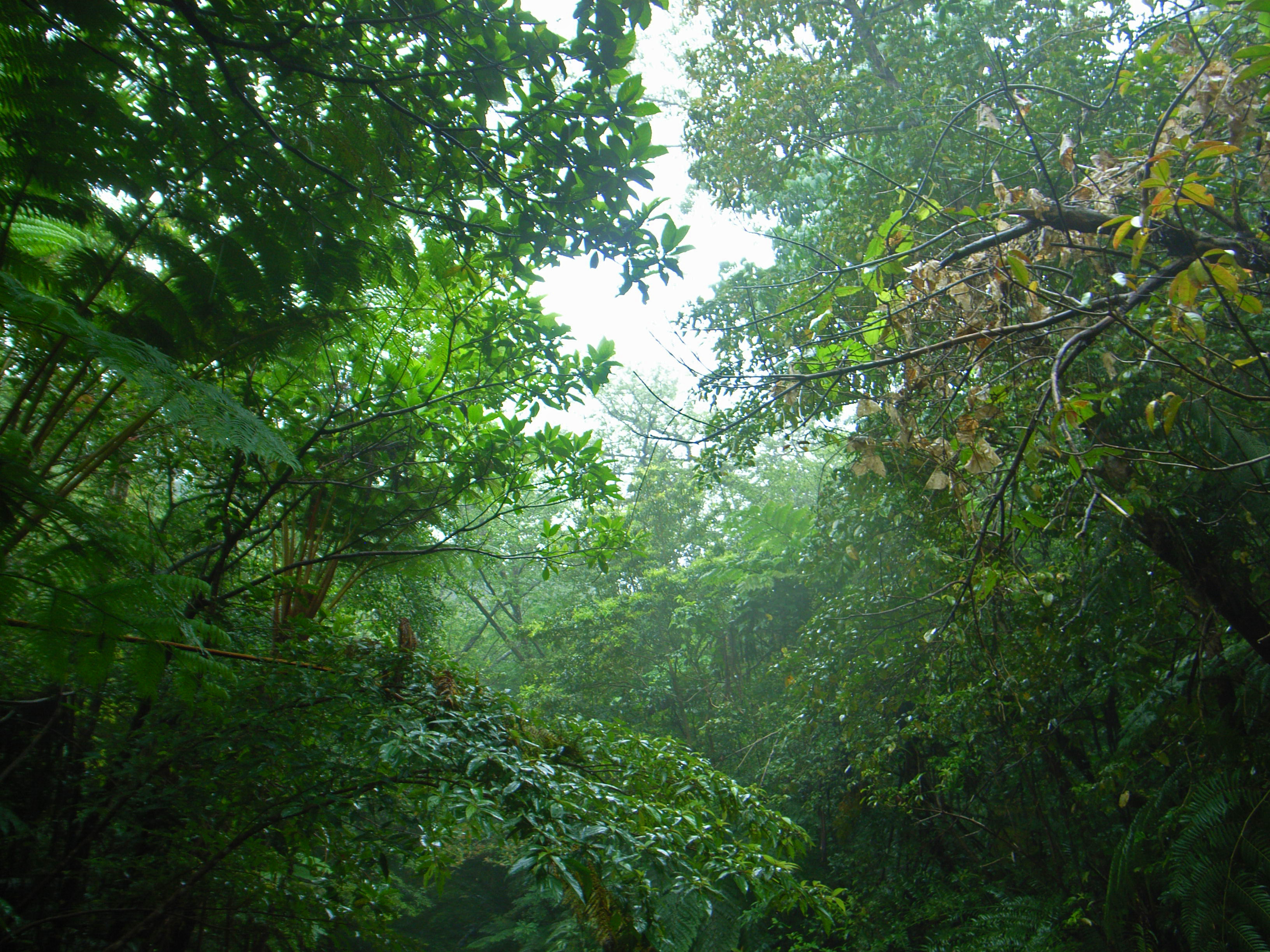
Wald im Parkgebiet

Der höchste Berg der Insel Okinawa (503 Meter über dem Meeresspiegel) ist das Herz der Region Yambaru. Der Berggipfel ist mit Bäumen bedeckt.
Hiji-Wasserfall

Der Hiji-Wasserfall hat eine Fallhöhe von 26 Metern. Das Gebiet ist mit einem Campingplatz und einem etwa 1,5 km langen Wanderweg ausgestattet, der zum Wasserfall führt. In der Umgebung wachsen Cyathea lepifera, Mucuna macrocarpa und andere Pflanzen, die nur in subtropischen Zonen zu finden sind. Auch der Okinawa-Specht und die Samtkehlnachtigall (Larvivora komadori) kann mit Glück beobachtet werden.
Ta-taki-Wasserfall

Dieser Wasserfall befindet sich im Quellgebiet des Henan-Flusses und hat eine Fallhöhe von etwa 10 Metern. Besucher können Farne und andere Pflanzen der subtropischen Zonen sowie Tierarten wie die Libelle Matrona basilaris japonica und Süßwassergarnelen.
Daisekirinzan

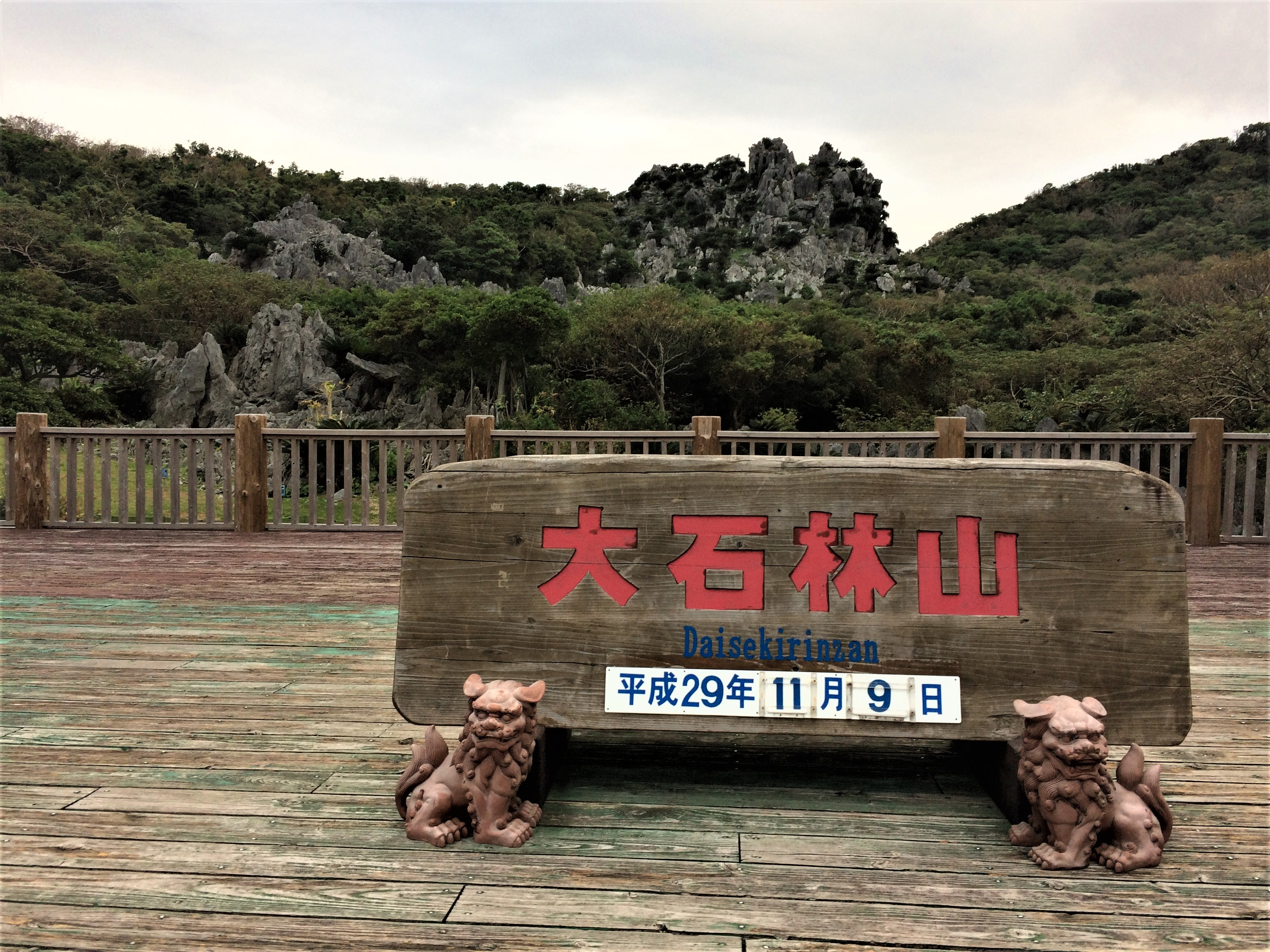
Daisekirinzan-Aussichtsplattform

Der Wanderweg führt durch die Region Hedoutaki, die aus Kalkstein besteht. Besucher können einen Blick auf die Karsttopographie und die nur dort wachsenden Pflanzen finden.
Kayauchi-banta-Klippen

Ein Observatorium bietet Aussicht auf das Meer und umliegende Kalksteinklippen.
Shioya-Bucht

Diese Bucht gehört zu den acht berühmtesten Aussichtspunkten in Okinawa. Ungami, ein Festival, um für reiche Ernte zu beten, ist ein national ausgewiesenes Kulturgut.

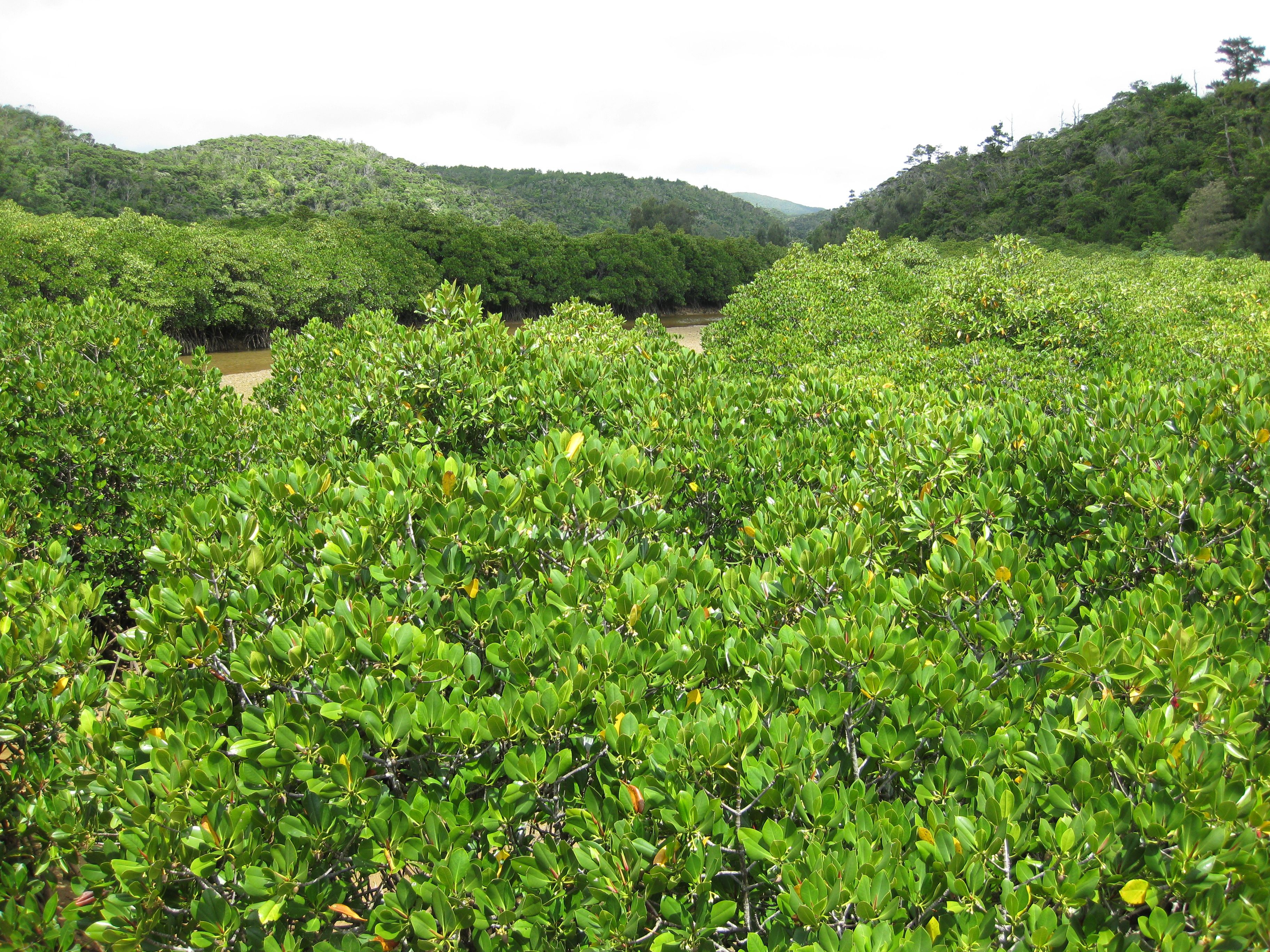
Mangrovenwald der Gesashi-Bucht

Dieser Mangrovenwald erstreckt sich über etwa 10 Hektar an der Mündung des Gesashi-Flusses im Süden des Nationalparks und ist der größte auf der Insel Okinawa. Drei Arten von Mangroven gedeihen im Wald: Bruguiera gymnorrhiza, Kandelia obovate und Rhizophora mucronata, die hier ihren nördlichsten Verbreitungsraum findet. Besucher können einen Holzweg entlang laufen und Kanutouren buchen, um die Tierarten des Mangrovenwaldes und der Wattflächen zu beobachten.